# Acceptance (Héroes)
Acceptance Es el tercer episodio de la cuarta temporada de Héroes: Redemption.

## Trama
Ando comienza a preocuparse cada vez más por el bienestar de Hiro el cual continua agonizando. Sin embargo Hiro intenta persuadir a Ando de que estará bien y Hiro recibe una llamada de Dial a Hero, tratándose de un hombre deprimido por su trágica vida llamado Tadashi, quien planea saltar del edificio Yamagato. Hiro entonces trata de convencer a Tadashi de no saltar pero Tadashi no lo escuda y salta, y Hiro viaja en el tiempo para tratar de salvarlo una vez más, pero Tadashi vuelve a saltar. Después de 46 intentos fallidos de salvar a Tadashi, Hiro intenta un método diferente escuchando todo el testimonio de Tadashi, y Hiro utiliza su propia situación como ejemplo para ayudar a Tadashi a apreciar la vida, logrando salvarlo. 
Hiro entonces se disculpa con Ando y le confiesa a Kimiko sobre su condición, y cuando Ando entra Hiro comienza a tener migraña y eventualmente desaparece. 
Tracy siguiendo el consejo de Noah, contacta al gobernador Malden y se prepara para verlo. Más tarde en un restaurante Tracy se de cuanta de que los sentimientos del gobernador Malden por ella no han cambiado, dándole la oportunidad perfecta de conseguir su trabajo de nuevo. Momentos después ella va a ver a Noah para contarle sobre su progreso y agradecerle por su consejo. 
Una vez que Tracy llega al restaurante se ve con Malden de nuevo para celebrar su retorno ala política, pero cuando Tracy se dirige al baño ella inexplicablemente pierde el control sobre sus habilidades y sus manos se convierten en agua y ella intentando ocultarlo se marcha inmediatamente.
Noah por su parte tras recibir una visita de Peter, el intenta junto a Claire simular tener una entrevista de trabajo, sin éxito. Posteriormente tras despedirse de Claire y Tracy, Noah comienza a realizar investigaciones detalladas sobre la brújula, hecho que no tarda en detectar Lydia y últimamente llamar la atención de Samuel.
“Nathan” después de recibir toda una serie de viejas posesiones suyas y analizarlas, utiliza su poder de Psicometría. Pero cuando analiza una gorra de Béisbol este ve una espantosa visión de una chica saltando a una piscina y muriendo instantáneamente. A partir de ese momento “Nathan” intenta pedir algo de orientación por parte de Peter acerca de Kelly Houston, pero Peter se limita a explicarle que Kelly Houston murió hace mucho tiempo, y Nathan inconforme sale a averiguarlo. 
Nathan entonces se dirige ala mansión Houston, donde se descubre que Millie es la madre de Kelly. Pero Millie solo admite que cree que Nelly la abandonó por ser una pésima madre y Nathan cuando usa su poder de Psicometría en la piscina descubre que Kelly murió por culpa de Nathan, y este desanimado decide confesarle a Millie acerca de sus acciones, dejando a Millie descorcentada. Esa misma noche Nathan es atacado por un asesino a sueldo, quien lo rapta, mata y sepulta, momentos después de la tumba surge un Sylar quien recupera el control de su cuerpo. 

## Curiosidades
- En este episodio curiosamente la actriz Swoosie Kurtz, aparece en un episodio bajo un guion de Bryan Fuller, después de su primera aparición en Cold Snap, episodio igualmente escrito por Bryan Fuller, además de que ambos ya habían trabajado juntos en la serie de Pushing Daisies.

- Datos: Q4672372